# Hydroxycalciomikrolith
Hydroxycalciomikrolith ist ein sehr seltenes Mineral aus der Mineralklasse der Oxide und Hydroxide. Es kristallisiert im kubischen Kristallsystem mit der Zusammensetzung Ca1,5Ta2O6(OH), ist also ein Calcium-Tantalat mit zusätzlichen Hydroxidionen.
Hydroxycalciomikrolith findet sich in Form von idiomorphen, homogenen, oktaedrischen Kristallen bis zu 1,5 mm Größe in einem Pegmatit in der Zinn-Tantal-reichen Pegmatitprovinz „São João del-Rei“ in Brasilien. Seine Typlokalität ist der Pegmatit „Volta Grande“ (Koordinaten des Pegmatits „Volta Grande“) bei Nazareno in Minas Gerais, Brasilien.

## Etymologie und Geschichte
Im „Museu de Geociências“, Universidade de São Paulo, wurden bei Untersuchungen eines „Djalmait“ benannten Schwermineralkonzentrates aus dem Pegmatit „Volta Grande“ bei Nazareno im brasilianischen Bundesstaat Minas Gerais zehn Kristalle isoliert, die sich nach Ermittlung der physikalischen, chemischen und röntgendiffraktometrischen Eigenschaften als neuer Vertreter der neuen Pyrochlor-Obergruppe (Pyrochlor-Supergruppe) erwiesen. Dasselbe Schwermineralkonzentrat hatte schon das Typmaterial für Fluorcalciomikrolith und Hydrokenomikrolith geliefert. Das neue Mineral wurde der International Mineralogical Association (IMA) vorgelegt, die es im Jahre 2013 unter der vorläufigen Bezeichnung „IMA 2013-073“ anerkannte. Die wissenschaftliche Erstbeschreibung dieses Minerals erfolgte im Jahre 2017 durch ein internationales Forscherteam mit dem brasilianischen Mineralogen Marcelo B. Andrade sowie Hexiong Yang, Daniel Atencio, Robert T. Downs, Nikita V. Chukanov, Marie-Hélène Lemée-Cailleau, Aba Israel Cohen Persiano, Andrés E. Goeta und Javier Ellena im englischen Wissenschaftsmagazin „Mineralogical Magazin“. Die Autoren benannten das neue Mineral in Übereinstimmung mit der Nomenklatur der Pyrochlor-Obergruppe aufgrund seiner chemischen Zusammensetzung mit einer durch Calcium dominierten A-Position, durch Ta dominierten B-Position sowie durch OH− dominierten Y-Position als Hydroxycalciomikrolith (englisch Hydroxycalciomicrolite).
Das Typmaterial für Hydroxycalciomikrolith wird unter der Katalognummer DR917 (Cotyp) in der Sammlung des „Museu de Geociências“ am „Instituto de Geociências“, Universidade de São Paulo in São Paulo, Bundesstaat São Paulo (Bundesstaat), Brasilien, aufbewahrt. Ein Cotyp wurde ferner im Rahmen des „RRUFF Projects“ (Katalognummer R130269) im „University of Arizona Mineral Museum“ an der University of Arizona in Tucson, Arizona, Vereinigte Staaten von Amerika hinterlegt.

## Klassifikation
Die aktuelle Klassifikation der International Mineralogical Association (IMA) zählt den Hydroxycalciomikrolith zur Pyrochlor-Obergruppe mit der allgemeinen Formel A2–mB2X6–wY1–n, in der A, B, X und Y unterschiedliche Positionen in der Struktur der Minerale der Pyrochlor-Obergruppe mit A = Na, Ca, Sr, Pb2+, Sn2+, Sb3+, Y, U, □, oder H2O; B = Ta, Nb, Ti, Sb5+ oder W; X = O, OH oder F und Y = OH−, F, O, □, H2O oder sehr große (>> 1,0 Å) einwertige Kationen wie K, Cs oder Rb repräsentieren. Zur Pyrochlor-Obergruppe gehören neben Hydroxycalciomikrolith noch Cesiokenopyrochlor, Fluorcalciomikrolith, Fluorcalciopyrochlor, Fluorcalcioroméit, Fluornatrocoulsellit, Fluornatromikrolith, Fluornatropyrochlor, Hydrokenoelsmoreit, Hydrokenomikrolith, Hydrokenopyrochlor, Hydroxycalcioroméit, Hydroxykenoelsmoreit, Hydroxykenomikrolith, Hydrokenoralstonit, Hydropyrochlor, Hydroxycalciopyrochlor, Hydroxyferroroméit, Hydroxykenopyrochlor, Hydroxymanganopyrochlor, Hydroxynatropyrochlor, Kenoplumbomikrolith, Oxycalciopyrochlor, Oxycalcioroméit, Oxynatromikrolith, Oxyplumboroméit, Oxystannomikrolith und Oxystibiomikrolith.
Hydroxycalciomikrolith bildet zusammen mit Fluorcalciomikrolith, Fluornatromikrolith, Hydrokenomikrolith, Hydroxykenomikrolith, Kenoplumbomikrolith, Oxynatromikrolith, Oxystannomikrolith und Oxystibiomikrolith innerhalb der Pyrochlor-Obergruppe die Mikrolithgruppe.
Da der Hydroxycalciomikrolith erst 2013 als eigenständige Mineralart anerkannt wurde, ist er weder in der zuletzt 2009 aktualisierten 9. Auflage der Strunz’schen Mineralsystematik noch in der vorwiegend im englischen Sprachraum gebräuchlichen Systematik der Minerale nach Dana verzeichnet.
Einzig im zuletzt 2018 aktualisierten Lapis-Mineralienverzeichnis nach Stefan Weiß, das sich aus Rücksicht auf private Sammler und institutionelle Sammlungen allerdings noch nach der alten Form der Systematik von Karl Hugo Strunz in der 8. Auflage richtet, erhielt das Mineral die System- und Mineral-Nr. IV/C.13-23. In der „Lapis-Systematik“ entspricht dies der Klasse der „Oxide und Hydroxide“ und dort der Abteilung „Oxide mit dem Stoffmengenverhältnis Metall : Sauerstoff = 2 : 3 (M2O3 und verwandte Verbindungen)“, wo Hydroxycalciomikrolith zusammen mit Fluorcalciomikrolith, Fluornatromikrolith, Hydrokenomikrolith, Hydromikrolith, Hydroxykenomikrolith, Kenoplumbomikrolith, Oxycalciomikrolith, Oxykenomikrolith (Q), Oxynatromikrolith, Oxystannomikrolith, Oxystibiomikrolith die unbenannte Gruppe IV/C.13 bildet.

## Chemismus
Dreizehn Mikrosondenanalysen an Hydroxycalciomikrolith aus dem Pegmatit „Volta Grande“ ergaben Mittelwerte von 0,36 % Na2O; 15,64 % CaO; 0,12 % MnO; 0,26 % SnO2; 2,82 % Nb2O5; 78,39 % Ta2O5; 0,12 % F sowie 1,30 % H2O (bestimmt aus Kristallstrukturdaten) [(O ≡ F) –0,30 %, Summe = 99,31 %]. Auf der Basis von zwei Kationen auf der B-Position wurde die empirische Formel (Ca1,48Na0,06Mn0,01□0,45)Σ=2,00(Ta1,88Nb0,11Sn0,01)Σ=2,00O6[(OH)0,76F0,20O0,04] ermittelt, die zur ladungsausgeglichenen Formel mit der Endgliedzusammensetzung Ca1,5Ta2O6(OH) vereinfacht wurde. Diese Idealformel erfordert Gehalte von 15,72 % CaO; 82,60 % Ta2O5; 1,68 % H2O (Summe 100,00 %).
Innerhalb der Pyrochlor-Obergruppe sind theoretisch durch die vier verschiedenen zu besetzenden Positionen eine Vielzahl von Substitutionsmöglichkeiten vorhanden.
Hydroxycalciomikrolith ist das Ca-dominante Analogon zum □-dominierten Hydroxykenomikrolith und das OH-dominante Analogon zum F-dominierten Fluorcalciomikrolith. Untergruppenübergreifend stellt Hydroxycalciomikrolith das Ta-dominante Analogon zum Nb-dominierten Hydroxycalciopyrochlor und zum Sb-dominierten Hydroxycalcioroméit dar.
Chemisch ähnlich sind ferner die Minerale Rynersonit, Calciotantit, der diskreditierte, weil mit Calciotantit identische „Ungursait“ sowie der als Mineral noch nicht definierte „Oxycalciomikrolith“.

## Kristallstruktur
Hydroxycalciomikrolith kristallisiert im kubischen Kristallsystem in der Raumgruppe P4332 (Raumgruppen-Nr. 212) mit dem Gitterparameter a = 10,4205 Å sowie acht Formeleinheiten pro Elementarzelle.
Hydroxycalciomikrolith ist der erste natürliche Vertreter der Pyrochlor-Obergruppe mit einer weitgehenden Ordnung von Ca und ◻ auf der A-Position, was eine Reduzierung der Symmetrie (von Fd3m (Nr. 227) zu P4332 (Nr. 212)) zur Folge hat.
Wie bei allen Vertretern der Pyrochlor-Obergruppe besteht die Kristallstruktur des Hydroxycalciomikroliths aus – in diesem Falle – Ta(O,OH)6-Oktaedern mit gemeinsamen Ecken, die Schichten aus Dreier- und Sechserringen parallel [110] bilden. In diesen Schichten finden sich Kanäle in Richtung 110, welche die Hydroxidionen und die auf der A-Position sitzenden Atome wie Ca und Na aufnehmen.

## Eigenschaften

### Morphologie
Hydroxycalciomikrolith fand sich an seiner Typlokalität nur innerhalb eines Schwermineralkonzentrates. Er kam hier in Form von bis zu 1,5 mm großen Kristallen vor, deren Tracht entweder nur aus dem Oktaeder {111} oder aus Kristallen besteht, an denen die Flächen des Oktaeders und des Rhombendodekaeders {110} in etwa im Gleichgewicht stehen (vergleiche die nebenstehenden Kristallzeichnungen). Die Kristalle sind homogen und weisen keine Einschlüsse anderer Minerale auf.

### Physikalische und chemische Eigenschaften
Die Kristalle des Hydroxycalciomikroliths sind gelb, ihre Strichfarbe ist dagegen immer weiß. Die Oberflächen des durchscheinenden Hydroxycalciomikroliths zeigen einen glas- bis harzartigen Glanz, was gut mit dem sehr hohen Wert für die Lichtbrechung (n = 2,040, berechnet) übereinstimmt. Unter dem Mikroskop ist das Mineral im durchfallenden Licht farblos und ohne anomale Anisotropie, zeigt aber ein sehr hohes Oberflächenrelief.
Hydroxycalciomikrolith weist keine Spaltbarkeit auf. Aufgrund seiner Sprödigkeit bricht er aber ähnlich wie Quarz, wobei die Bruchflächen muschelig ausgebildet sind.
Mit einer Mohshärte von 5 bis 6 gehört das Mineral zu den mittelharten Mineralen und lässt sich wie die Referenzminerale Apatit (Härte 5) noch mit einem Taschenmesser und Orthoklas (Härte 6) noch mit einer Stahlfeile ritzen. Die berechnete Dichte für Hydroxycalciomikrolith beträgt 6,176 g/cm³.
Hydroxycalciomikrolith zeigt weder im langwelligen noch im kurzwelligen UV-Licht eine Fluoreszenz und auch keine Kathodolumineszenz unter dem Elektronenstrahl.

## Bildung und Fundorte
Hydroxycalciomikrolith wurde in einem Schwermineralkonzentrat aus einem an Lithium und Rubidium reichen, zonierten Seltenmetallpegmatit gefunden, so dass seine genetische Stellung unklar ist. Generell stellt der Hydroxycalciomikrolith innerhalb des Pegmatits „Volta Grande“ eine akzessorische Komponente dar.
Typische Begleitminerale des Hydroxycalciomikroliths in seinem Typmaterial, dem „Djalmait“-Schwermineralkonzentrat aus dem Pegmatit „Volta Grande“, sind Fluorcalciomikrolith und Hydrokenomikrolith. Aus ähnlichen Schwermineralkonzentraten aus diesem Pegmatit kennt man Albit, Almandin, Amphibole, Beryll, Bityit, Brookit, Kassiterit, Epidot, Fluorit, Fluorapatit, Gahnit, Goethit, Hämatit, Ixiolith, „Lepidolith“, Magnetit, 
Mikroklin, „Mikrolith“, Monazit-(Ce), Muskovit, „Pyrochlor“, Quarz, Rutil, Samarskit-(Y), Spodumen, Tantalit-(Mn), „Turmalin“, „Varlamoffit“, Xenotim-(Y) und Zirkon.
Als sehr seltene Mineralbildung konnte der Hydroxycalciomikrolith bisher (Stand 2018) erst von neun Fundpunkten beschrieben werden. Die Typlokalität für Hydroxycalciomikrolith ist der Pegmatit „Volta Grande“ bei Nazareno in der Pegmatitprovinz „São João del-Rei“, Minas Gerais, Brasilien.
Weitere Fundpunkte sind:
- die „Wodgina Mine“ bei Wodgina, Abydos Station unweit Port Hedland, Port Hedland Shire, Western Australia, Australien
- die „Manono Mine“ in der ehemaligen Provinz Katanga (Shaba), Demokratische Republik Kongo
- der im Jahre 1935 entdeckte Granitpegmatit (Lithium-Cäsium-Tantal-Pegmatittyp) von Viitaniemi im ehemaligen Kirchspiel Eräjärvi unweit von Orivesi, Landschaft Pirkanmaa, Finnland
- der vom „Steinbruch Atagoyama“ abgebaute Pegmatitgang bei Takanokura, Nakata unweit Kōriyama, Präfektur Fukushima, Region Tōhoku, Insel Honshū, Japan
- das Gebiet des Hofes Landås in Iveland, Aust-Agder, Norwegen
- die „Krasnoarmeiskii Mine“, Gebiet von „Izumrudnye Kopi“, Malyschewa bei Jekaterinburg, Oblast Swerdlowsk, Mittlerer Ural, Föderationskreis Ural, Russland
- der Nb-Ta-reiche Granitpegmatitgang „Malá Vlčia Valley“ im Bergbaubezirk von Dobšiná, Okres Rožňava, Košický kraj, Slowakei
- beryllführende Granitpegmatite bei Moravany nad Váhom, Okres Piešťany, Trnavský kraj, Slowakei

Fundstellen für Hydroxycalciomikrolith aus Deutschland, Österreich und der Schweiz sind damit unbekannt.